# Ouled Nail
Ouled Naïl (Banu Naïl) su arapska plemenska konfederacija podrijetlom iz Alžira.

## Vanjske poveznice
- Ouled Naïl dancers  Arhivirana inačica izvorne stranice od 6. lipnja 2008. (Wayback Machine)